# Nordic Futsal Cup 2014
La Nordic Futsal Cup 2014 è stata la 2ª edizione della manifestazione. Disputata tra la Martinhalli di Hyvinkää e la Pirkkahalli di Helsinki, in Finlandia, si è svolta dal 4 al 7 dicembre 2014. Hanno partecipato quattro Nazionali, tutte provenienti dai paesi nordici: Danimarca, Finlandia, Norvegia e Svezia.
La vittoria finale è andata alla Finlandia, che si è aggiudicata la manifestazione per la prima volta. Il finlandese Panu Autio ed il norvegese Stian Sortevik sono stati i capocannonieri del torneo, a quota 3 reti ciascuno.

## Classifica finale
|  | Pos. | Squadra   | Pt | G | V | N | P | GF | GS | DR |
|  | ---- | --------- | -- | - | - | - | - | -- | -- | -- |
|  | 1.   | Finlandia | 7  | 3 | 2 | 1 | 0 | 8  | 3  | +5 |
|  | 2.   | Norvegia  | 4  | 3 | 1 | 1 | 1 | 8  | 5  | +3 |
|  | 3.   | Svezia    | 2  | 3 | 0 | 2 | 1 | 6  | 10 | -4 |
|  | 4.   | Danimarca | 2  | 3 | 0 | 2 | 1 | 3  | 7  | -4 |

### Risultati
| Arbitro: | Mortensen |

|                                 |           |                                         |
| Moen 17’ Ravlo 25’ Sortevik 37’ | Marcatori | 7’ (aut.) Elshaug 28’ Ćatović 40’ Etéus |

| Hyvinkää 4 dicembre 2014, ore 19:00 1ª giornata         | Finlandia | 1 – 1 referto | Danimarca | Martinhalli |
| \| \| \| \| \| Kytölä 22’ \| Marcatori \| 13’ (aut.) \| |           |               |           |             |
|                                                         |           |               |           |             |
| Kytölä 22’                                              | Marcatori | 13’ (aut.)    |           |             |

| Arbitro: | Niemelä |

|                                        |           |  |
| Ravlo 3’ Sortevik 16’, 28’ Nordtun 32’ | Marcatori |  |

| Helsinki 5 dicembre 2014, ore 19:00 2ª giornata                                                                               | Svezia    | 1 – 5 referto                                                                  | Finlandia | Pirkkahalli |
| \| \| \| \| \| Ladan 8'55'’ \| Marcatori \| 9'40'’ Jyrkiäinen 17'45'’ Autio 19'06'’ Teittinen 26'17'’ Hosio 39'28'’ Kytölä \| |           |                                                                                |           |             |
| |           |                                                                                |           |             |
| Ladan 8'55'’ | Marcatori | 9'40'’ Jyrkiäinen 17'45'’ Autio 19'06'’ Teittinen 26'17'’ Hosio 39'28'’ Kytölä |           |             |

| Hyvinkää 7 dicembre 2014, ore 12:00 3ª giornata                                                              | Danimarca | 2 – 2 referto                  | Svezia | Martinhalli |
| \| \| \| \| \| Jørgensen 20'00'’ Bothmann Hougaard 38'16'’ \| Marcatori \| 19'28'’ Roxström 29'30'’ Burda \| |           |                                |        |             |
| |           |                                |        |             |
| Jørgensen 20'00'’ Bothmann Hougaard 38'16'’                                                                  | Marcatori | 19'28'’ Roxström 29'30'’ Burda |        |             |

| Hyvinkää 7 dicembre 2014, ore 14:30 3ª giornata          | Finlandia | 2 – 1 referto | Norvegia | Martinhalli |
| \| \| \| \| \| Autio 32’, 33’ \| Marcatori \| 5’ Moen \| |           |               |          |             |
|                                                          |           |               |          |             |
| Autio 32’, 33’                                           | Marcatori | 5’ Moen       |          |             |